# Hôtel New Yorker
L'hôtel New Yorker (The New Yorker Hotel), est un hôtel situé au 481 de la huitième Avenue dans l'arrondissement de Manhattan, à New York. Construit en 1929, il a ouvert ses portes le 2 janvier 1930.

## Situation et accès
Le New Yorker Hôtel est situé au coin de la 8e Avenue et 34e rue, dans Midtown, en plein centre de Manhattan.

## Historique

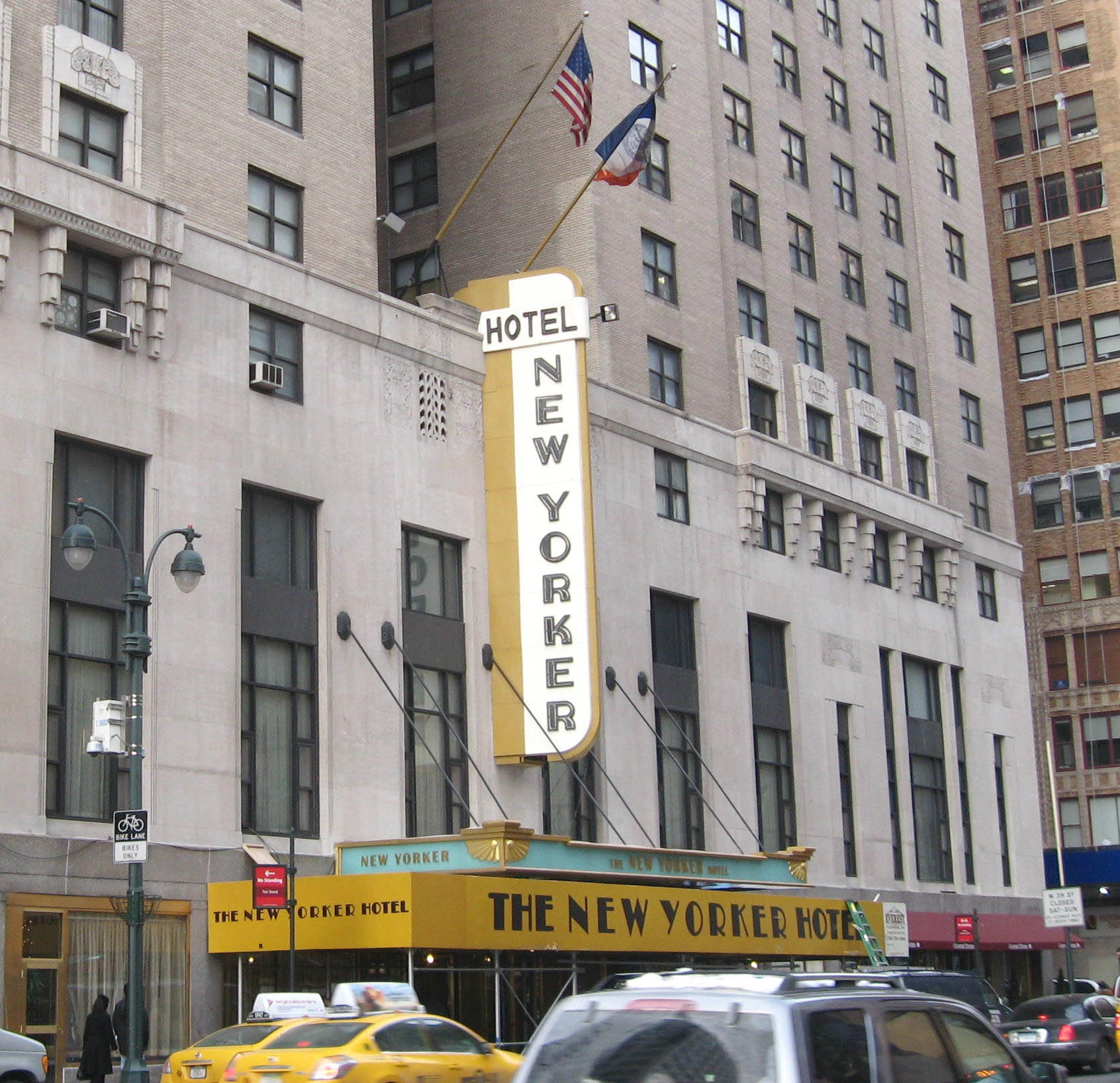
L'entrée de la 8e Avenue.

Il a été conçu par le cabinet d'architecture Sugarman et Berger. Tout comme ses contemporains, l'Empire State Building (ouvert en 1931) et le Chrysler Building (ouvert en 1930), le New Yorker est conçu dans le style Art déco qui était courant dans les années 1920 et 1930. La forme pyramidale de l'édifice et la structure de la tour ressemble en grande partie celle de l'Empire State Building, qui se trouve à seulement quelques blocs à l'est sur la 34e rue.
Pendant de nombreuses années, c'est l'hôtel le plus important de New York avec 2 500 chambres. En plus des salles de bal, il y avait dix salles à manger privées et cinq restaurants qui employaient 35 cuisiniers. Le salon du barbier était l'un des plus importants du monde avec 42 chaises et 20 manucures. Il y avait 92 opérateurs téléphoniques et 150 employés pour laver le linge (environ 350 000 pièces par jour).
Tout au long des années 1940 et 1950, l'hôtel a accueilli plusieurs personnalités telles que Spencer Tracy, Joan Crawford et même Fidel Castro. À noter que c'est dans cet hôtel qu'est décédé l'inventeur Nikola Tesla, en 1943. À la fin des années 1960, la construction d'hôtels plus modernes diminua la rentabilité du New Yorker qui ferma ses portes en avril 1972.
Différentes propositions ont été faites pour l'utilisation de l'immeuble et, en 1975, il est acheté par l'Église de l'Unification pour 5,6 millions de dollars. L'église transforme alors une grande partie du bâtiment pour une utilisation religieuse et y faire son siège social. Avec une nouvelle équipe de gestion, et avec d'autres rénovations, l'Hôtel New Yorker rouvre ses portes en tant qu'hôtel le 1er juin 1994. Depuis 2000, l'hôtel fait partie de la chaîne de franchise Ramada tout en restant la propriété de l'Eglise de l'Unification. En novembre 2007, le New York Times a rapporté que le New Yorker avait rouvert pour les affaires sous le nom de Ramada New Yorker.
Pendant cinq ans, de 2018 à 2023, un client de l’hôtel, utilisant une disposition de la loi, a réussi à y conserver sa chambre, en n’en payant que la première nuitée (200 dollars).

## Construction
À l'origine, l'Hôtel New Yorker avait des chaudières au charbon et des générateurs suffisants pour produire plus de 2 200 kilowatts de courant électrique. Ce fut pour l'époque la plus grande centrale privée aux États-Unis. Les générateurs de courant de l'hôtel fonctionnèrent pendant le Blackout (coupure d'électricité) du Nord-Est en 1965. À la fin des années 1960, le réseau électrique de l'hôtel fut modernisé afin de produire du courant alternatif. Dans une cérémonie tenue le 25 septembre 2008, l'Institute of Electrical and Electronics Engineers (IEEE) a placé l'Hôtel New Yorker au tableau d'honneur du génie électrique. Une plaque en bronze de l'IEEE y commémore cet événement.

## Rénovation
En 1994, une entreprise de gestion a commencé un grand projet de rénovation de l'hôtel New Yorker. Fin 2007, l'hôtel avait 912 chambres disponibles (en 1994, il n'y avait que 178 chambres disponibles à la location). De 2007 à fin août 2008, l'hôtel a dépensé pour environ 65 millions de $ de rénovations.
Le projet de rénovation, conçu par Stonehill Architectes & Taylor, a été achevée en février 2009. Un nouvel équipement pour l'air conditionné est mis en place. La télévision haute définition avec des écrans plats et la Wi-Fi sont également installés dans toutes les chambres. Toujours en 2009, une salle de conférence est ajoutée à l'hôtel grâce à la reconversion d'un bâtiment adjacent à l'hôtel et portant le total des espaces de réunion à plus de 3 100 m2.